# Tatra 613
Tatra 613 – samochód osobowy klasy luksusowej produkowany przez czechosłowackie, następnie czeskie przedsiębiorstwo Tatra w latach 1975–1996. Napędzany umieszczonym z tyłu silnikiem V8 o pojemności 3,5l i mocy 165 KM.

## Historia i opis modelu

### Powstanie i rozpoczęcie produkcji

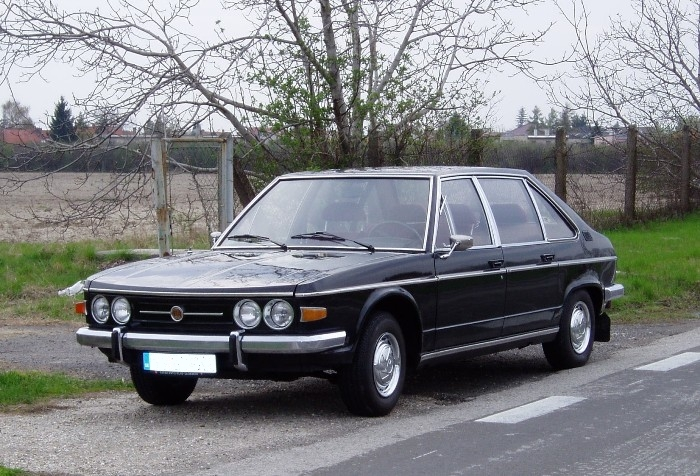
Tatra 613-2

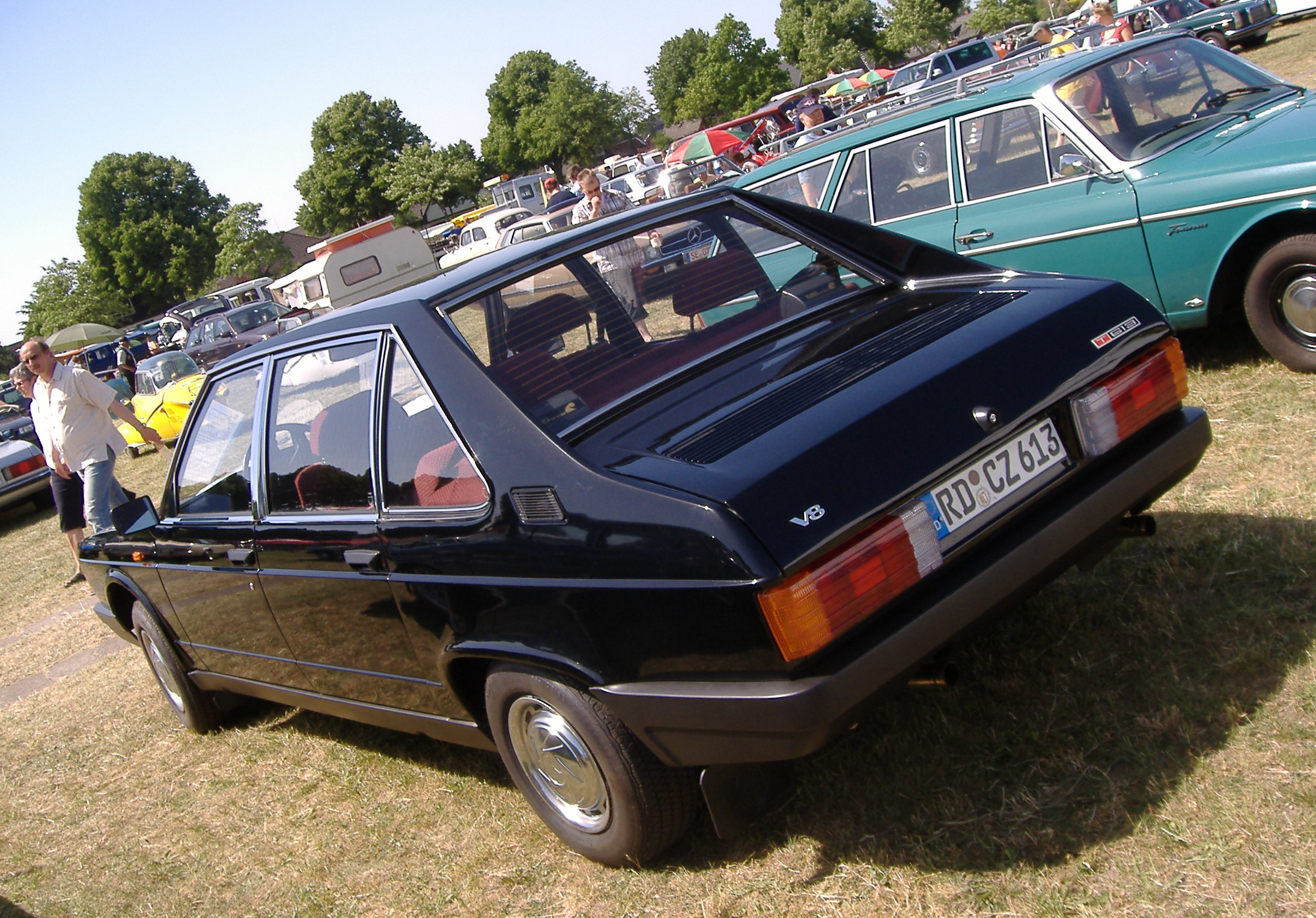
Tatra 613 - tył

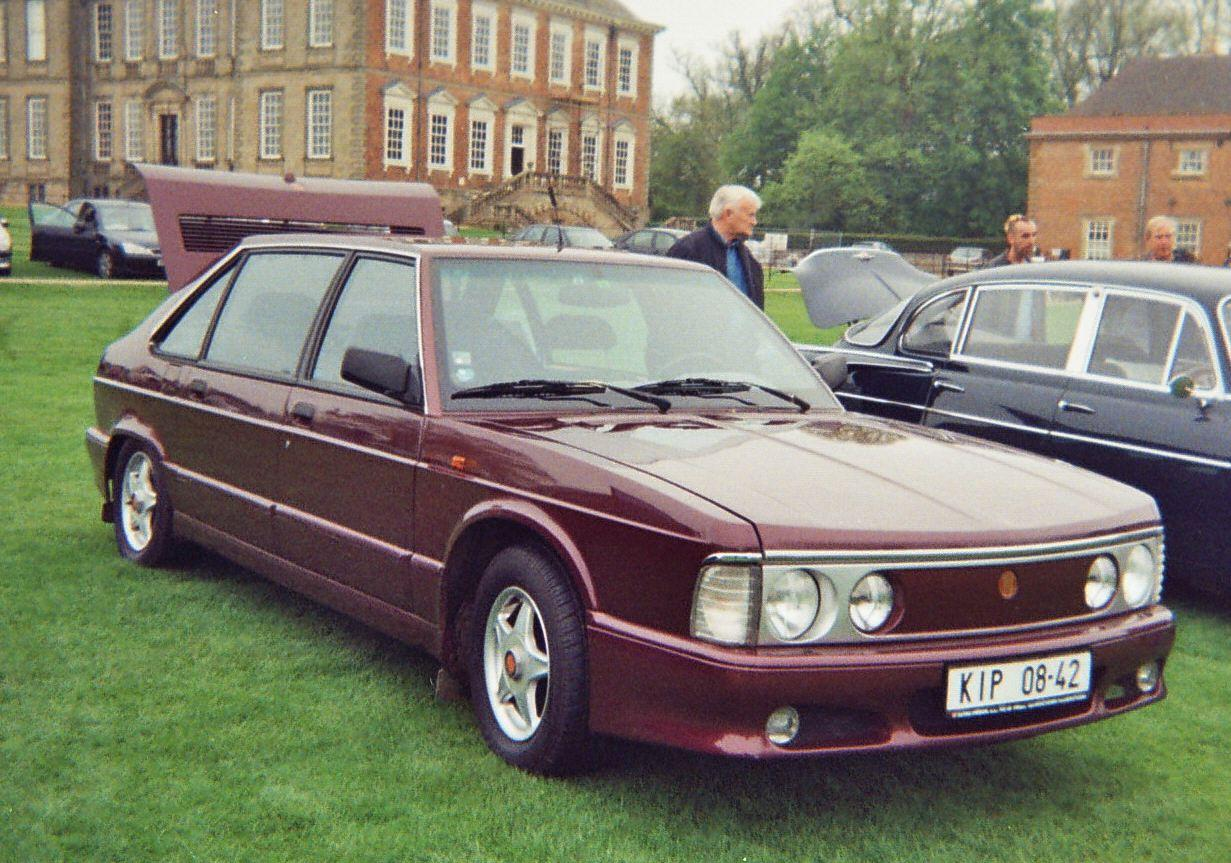
Tatra 613-4

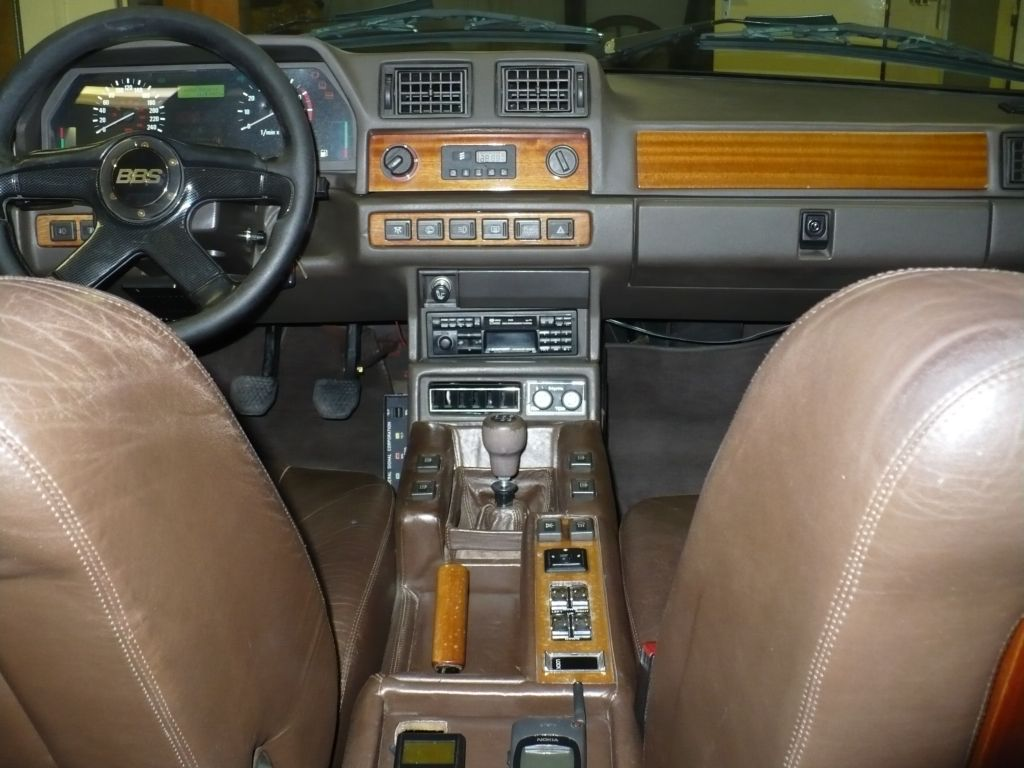
Tatra 613-4 w wersji Long - wnętrze

Na początku lat 60. XX wieku Tatra rozpoczęła prace konstrukcyjne nad następcą luksusowego samochodu Tatra 603. Zbudowane w 1962 i 1966 roku prototypy 603A i 603X nie zostały zaakceptowane, dlatego postanowiono w 1967 roku zlecić opracowanie nadwozia nowego modelu według wytycznych Tatry włoskiej firmie nadwoziowej Carrozzeria Vignale z Turynu. Samochód miał mieć taki sam układ konstrukcyjny jak Tatra 603, z silnikiem z tyłu. Zdecydowano też wtedy opracować dla samochodu nowy mocniejszy silnik, w takim samym układzie V8, chłodzony powietrzem. Wiosną 1969 roku dostarczono z Włoch trzy prototypy skarosowane na podwoziach dostarczonych przez Tatrę, w tym dwa czterodrzwiowe sedany i dwudrzwiową wersję coupé, której zdecydowano nie wprowadzać do produkcji. W tym samym roku samochody wyposażono w nowe silniki Tatry oraz rozpoczęto ich próby drogowe. W lutym 1971 roku powstał pierwszy prototyp wykonany w Czechosłowacji, a w lipcu po raz pierwszy zademonstrowano go publicznie. W tym samym roku próby drogowe prowadzono także w instytucie NAMI w ZSRR. Oficjalna prezentacja pojazdu miała miejsce w lipcu 1973 roku w Pradze podczas wystawy Autoproges. W 1974 roku wyprodukowano 26 sztuk serii próbnej. Produkcję seryjną rozpoczęto jednak dopiero w 1975 roku w zakładach w Příborze, gdyż główny zakład w Kopřivnicech przestawiono na produkcję wyłącznie ciężarówek. 

### Opis modelu
Samochód produkowany był w jedynej seryjnej wersji nadwoziowej jako 4-drzwiowy sedan. Był pięciomiejscowy, ale na tylnej kanapie środkowe miejsce było mniej wygodne z powodu wypukłości siedzenia i składanego podłokietnika znajdującego się w oparciu.
Podobnie jak Tatra 603 auto zbudowane zostało w nietypowym dla luksusowego segmentu, charakterystycznym dla tej marki układzie z silnikiem chłodzonym powietrzem umieszczonym z tyłu pojazdu, napędzającym oś tylną. Wadą takiego rozwiązania był dość głośny charakterystyczny dźwięk silnika, zwłaszcza słyszalny na tylnym siedzeniu. Do napędu pojazdu użyty został benzynowy silnik V8 DOHC o pojemności 3495 cm³, rozwijający moc 165 KM. W stosunku do poprzednika, silnik pojazdu przesunięty został nieco do przodu, nad tylną oś, co spowodowało korzystniejszy rozkład obciążeń (44% na przednią oś i 56% na tylną), zapewniając bardzo dobre prowadzenie się pojazdu. Napęd na koła tylne przenoszony był za pomocą 4-biegowej manualnej skrzyni biegów. Zawieszenie wszystkich kół było niezależne, z przodu zastosowano kolumny McPherson. Bagażnik umieszczony został z przodu, lecz ze względu na wielkość samochodu, był on dość pojemny, a przy tym pozwalał na swobodne zaprojektowanie strefy kontrolowanego zgniotu. Klapa bagażnika otwierała się typowo – do tyłu. Pojazd wyposażony został w trzypunktowe bezwładnościowe pasy bezpieczeństwa, bezpieczną kolumnę kierownicy i „miękką” deskę rozdzielczą wyłożoną pianką poliuretanową. Układ kierowniczy miał wspomaganie hydrauliczne, hamulce tarczowe na wszystkich kołach miały wspomaganie próżniowe.
Z prędkością maksymalną sięgającą 190 km/h, Tatra 613 była wśród najszybszych samochodów produkowanych w bloku socjalistycznym. Wadą było duże zużycie paliwa – średnio 18 l/100 km, obniżone w późniejszych wersjach do 12,5 l/100 km. W skład wyposażenia wchodziła klimatyzacja, elektrycznie opuszczane szyby i podwójny system ogrzewania benzynowego.

### Rozwój i produkcja

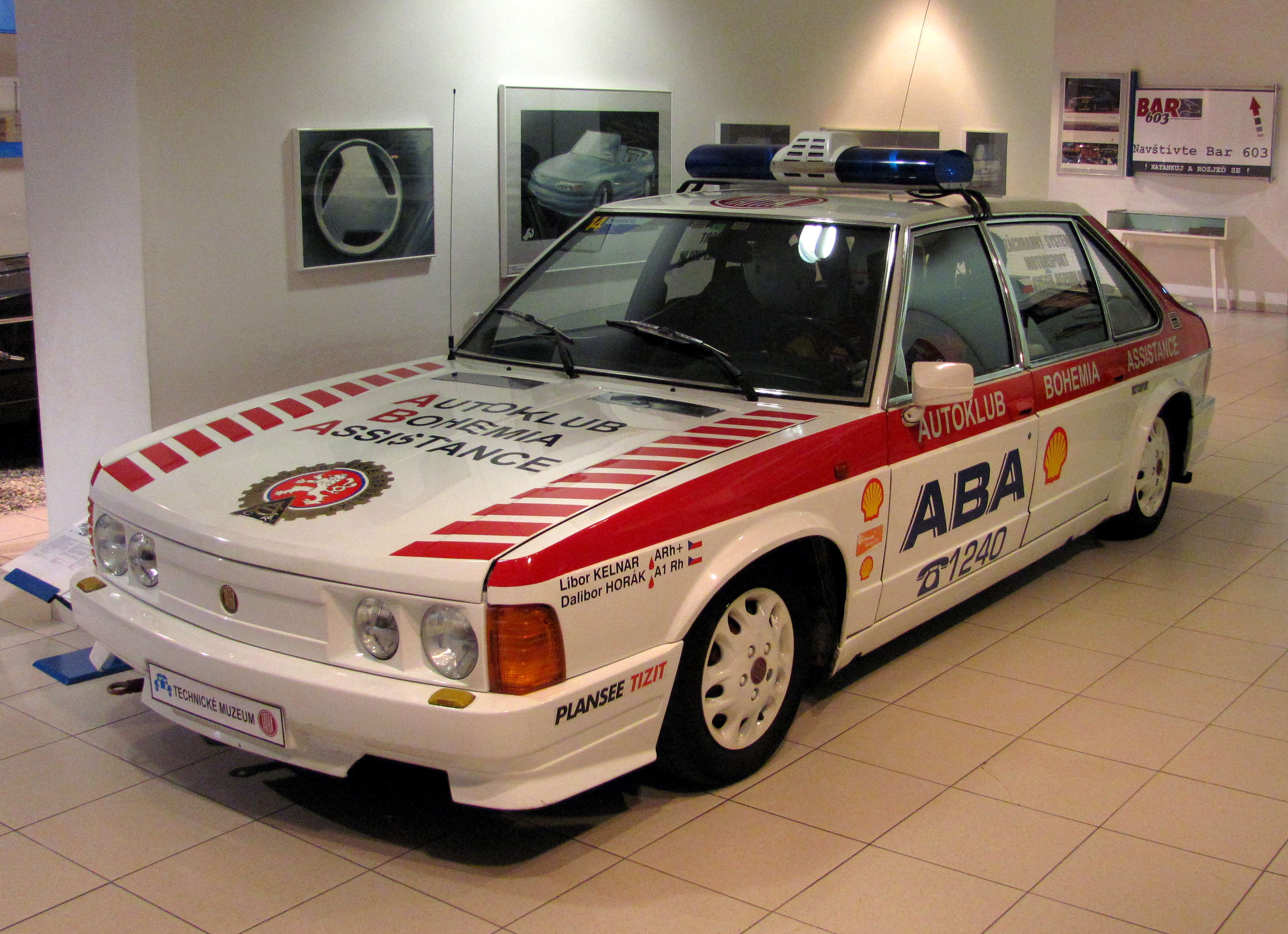
Tatra 623

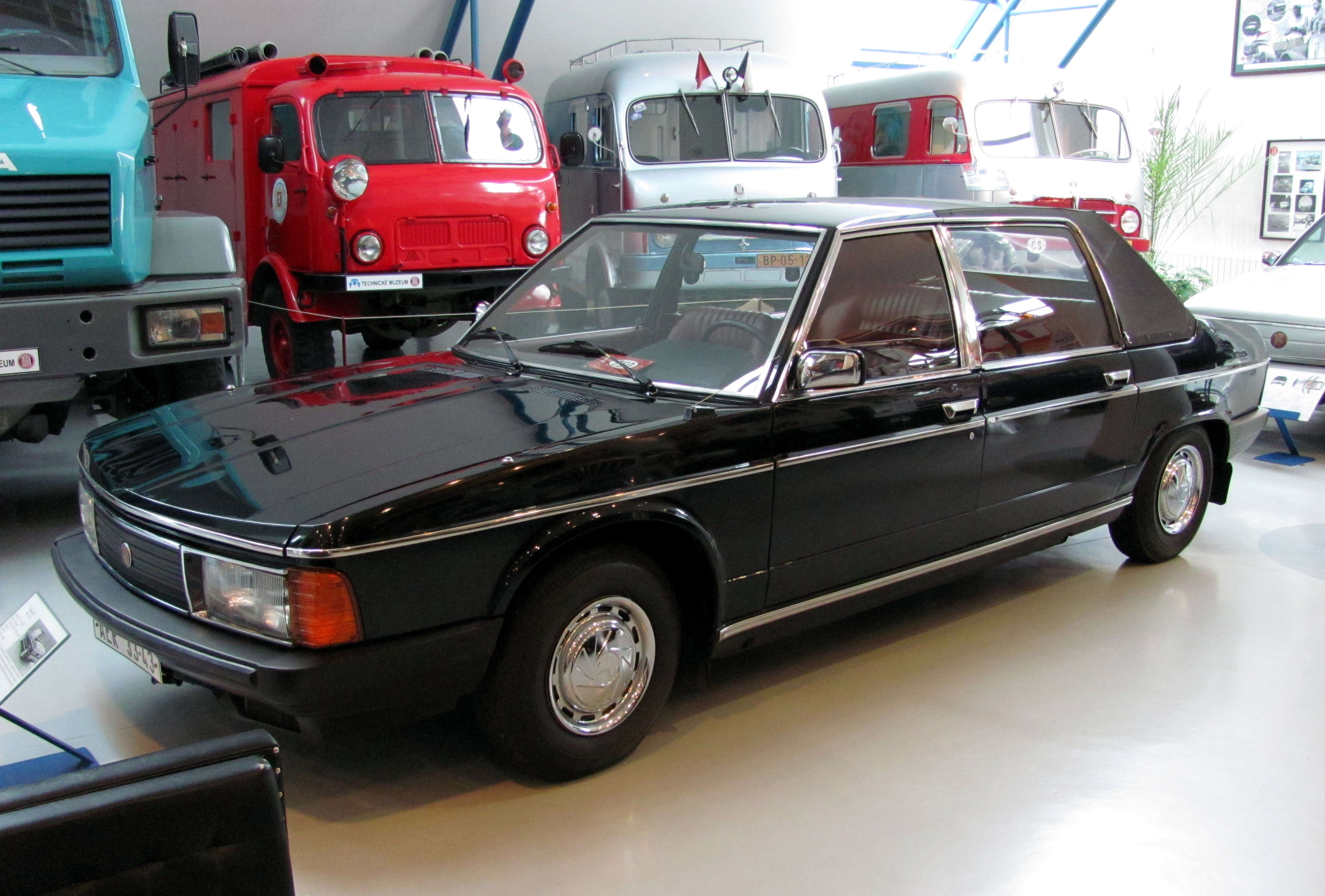
Tatra 613 z nadwoziem landaulet

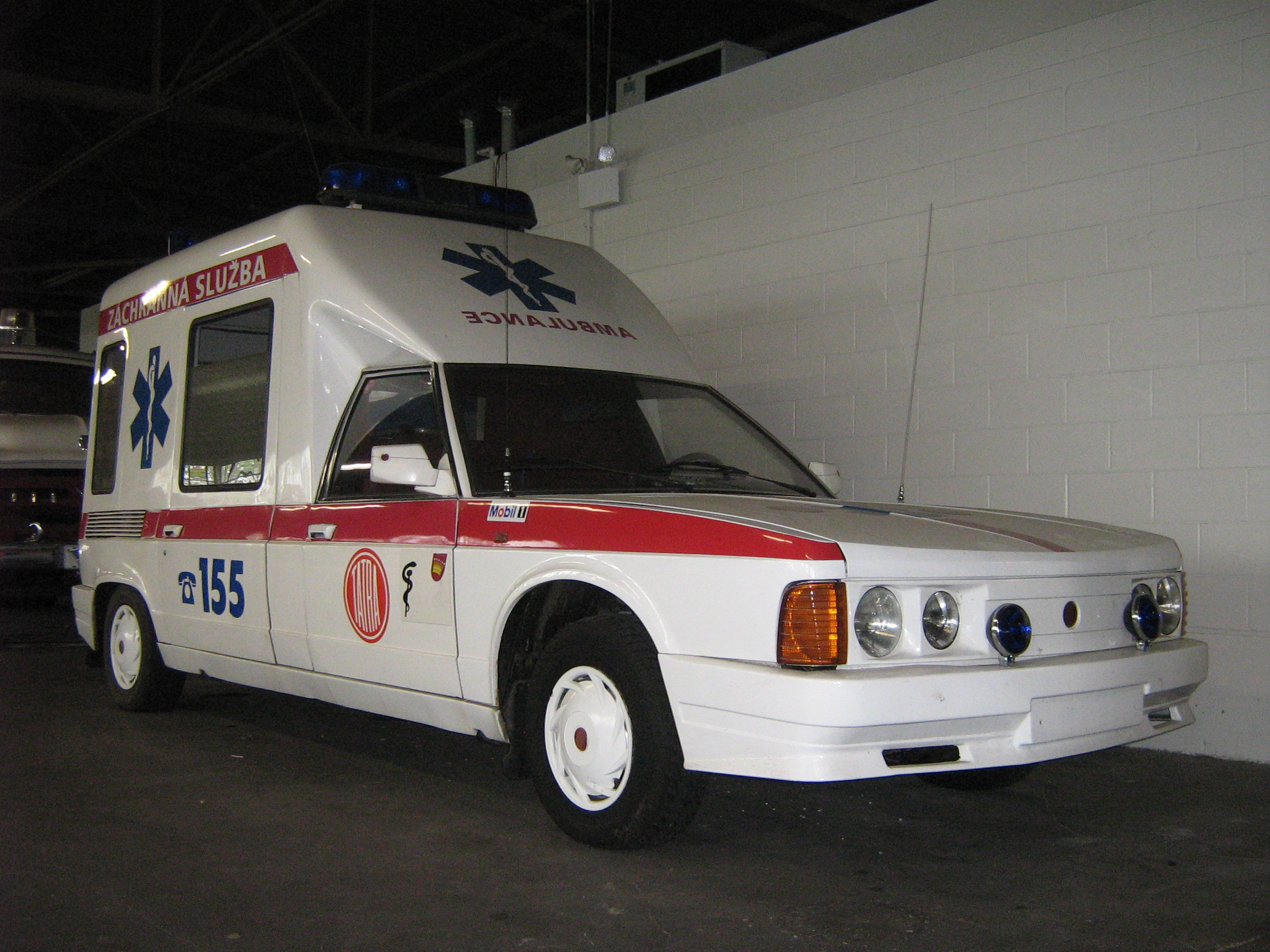
Tatra 613 w wersji sanitarnej

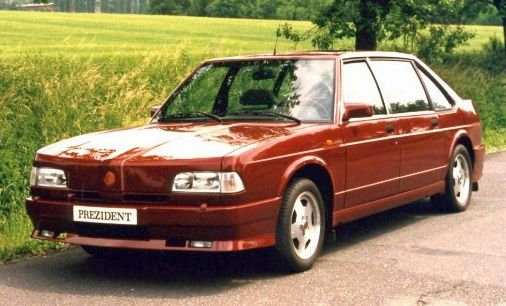
Prototyp Tatra Prezident

W 1980 roku wprowadzona została zmodernizowana wersja pojazdu - Tatra 613-2, w której przede wszystkim ulepszono silnik (T613E), który stał się bardziej ekonomiczny  (średnie zużycie paliwa 14-15,4 l/100 km) i rozwijał o 3 KM większą moc (168 KM). Wprowadzone zostały także nowe hamulce tarczowe (produkcji Autobrzdy Jablone) oraz poprawiono wygłuszenie wnętrza. Podjęto następnie prace nad liftingiem samochodu. Unowocześniono stylistykę, rezygnując z chromowanych detali, jak obwódki wokół reflektorów i listwa opasująca nadwozie samochodu. Chromowane zderzaki zmienione zostały na plastikowe, zintegrowane z nadwoziem. Powiększono też średnicę zewnętrznych reflektorów z 130 do 160 mm i wprowadzono duże pionowe integralne kierunkowskazy przednie zamiast mniejszych, wystających poza obrys nadwozia. Wprowadzono też jednolite szyby w drzwiach przednich, bez trójkątnych szybek. Odświeżony model zaprezentowano już pod koniec 1983 roku na targach w Brnie jako Tatra 612-2 model 84, jednakże jego produkcję, pod oznaczeniem Tatra 613-3, rozpoczęto dopiero w styczniu 1986 roku. Seryjne auta wyposażano w ulepszony silnik (T613E1/I), dzięki czemu obniżono średnie zużycie paliwa do 12,8 l/100 km.
W 1990 roku zaprezentowano model Tatra 613-4, który nie wprowadzał daleko idących zmian. Otrzymał on nową deskę przyrządów i lepsze wytłumienie, a następnie także katalizator samochodowy, w wersjach przeznaczonych na rynki zachodnie. W 1994 roku zaprezentowano ostatni model Tatra 613-5, z lepszym wyposażeniem i wykończeniem wnętrza, komputerem pokładowym, systemem stereo firmy Panasonic, programowalnym ogrzewaniem, centralnym zamkiem. Na zamówienie można było otrzymać m.in. automatyczną skrzynię biegów, strefową klimatyzację i inne. Samochód nie cieszył się jednak już wówczas powodzeniem i w ostatnim roku produkcji 1996 powstało ich tylko 11. Następcą, wywodzącym się również z konstrukcji Tatry 613, była Tatra 700, z silnikiem chłodzonym powietrzem o mocy 200 KM lub 234 KM.

### Wersje specjalne
W 1979 roku powstały prototypy wersji T613 Special (T613 S), przeznaczonej jako reprezentacyjna limuzyna dla władz państwowych. Wersja ta wyróżniała się zupełnie nowym wykończeniem wnętrza (kierownica z większym klaksonem i nowocześniejsze zegary) oraz przeprojektowanym pasem przednim pojazdu z dużymi prostokątnymi reflektorami firmy Bosch i większym zderzakiem plastikowym, zachodzącym na boki. Nowe były również duże lampy zespolone i zderzak z tyłu. Dla lepszej stabilności kierunkowej przekonstruowano przednie zawieszenie, samochód otrzymał też opony Michelin XVS rozmiaru 205/70 HR14. Auto miało przedłużony o 15 cm – do 3130 mm rozstaw osi i dłuższe tylne drzwi, szerzej otwierane (długość całkowita 5185 mm). Od 1986 roku wzrosła nieco moc silnika, do 123,5 kW (168 KM). Samochód był tylko czteromiejscowy – między tylnymi siedzeniami był podłokietnik, i miał także bogatsze wyposażenie, m.in. elektryczne szyby, klimatyzację oraz tempomat. Produkcja trwała od 1980 roku do 1991 roku. Największą liczbę wykonano w pierwszym roku produkcji – 35 sztuk; ogółem powstało 135 samochodów. 
W 1993 roku zbudowana została także wersja dla biznesmenów o nazwie Mobicom w dłuższej wersji LONG. Przednie fotele pojazdu zastosowano obrotowe, we wnętrzu pojazdu znaleźć można było telewizor firmy Sony, fax, oświetlane biurko, minibar, a także wysokiej jakości skórzaną tapicerkę. 
Wyprodukowanych zostało także 5 egzemplarzy samochodu T613 K (Kabriolet), z nadwoziem typu landaulet, jako pojazd reprezentacyjno-paradny dla Ministerstwa Obrony Narodowej. Samochody bazowały na stylistyce i przedłużonej płycie podłogowej modelu T613 Special z rozstawem osi 3130 mm. Nad przednimi siedzeniami był częściowo sztywny dach, a nad tylną częścią był dach rozkładany z materiału (w prototypie złożenie zajmowało 4 minuty, a rozłożenie aż 10). Szyby w tylnych drzwiach były do połowy opuszczane razem z ramkami. W części mechanicznej różniły się trzystopniową automatyczną skrzynią biegów Borg-Warner 65, umożliwiającą płynną jazdę z paradną prędkością 5-6 km/h. Dla cichszej jazdy zastosowano opony diagonalne Goodyear 7,50-14/6 PR, można było także używać opon od wersji Special. Prędkość maksymalna była znacznie niższa i wynosiła 130 km/h, pomniejszony był też zbiornik paliwa. Siedzenia były obite czerwoną skórą. Prototyp tej wersji powstał w 1981 roku, po dopracowaniu dwa samochody zbudowano w 1984 i dwa w 1985. Zademonstrowano je publicznie na defiladach 9 maja 1985.
Zakłady w Brnie dokonywały modernizacji pojazdu wykonując ambulanse z powiększonym rozstawem osi, oznaczone Tatra 613-RZP.
Na bazie Tatry 613 powstał także samochód Tatra 623 do szybkiej pomocy technicznej i medycznej w wyścigach samochodowych. W latach 80. wyprodukowano ich niewielką liczbę, eksploatowaną przez organizację AMK Narex. Tatra 623 miała nadwozie typowego sedana, odpowiednio zmodyfikowane. Powstała także wersja Tatra 623R, o zmniejszonej masie i z silnikiem o pojemności 3,8 l o mocy 300 KM, rozwijająca prędkość 250 km/h.

## Sprzedaż i eksploatacja
Pojazdy te wykorzystywane były najczęściej przez urzędników rządowych, kierownictwo przemysłu i w ograniczonej liczbie jako samochody policji, ratownictwa medycznego oraz straży pożarnej. Za czasów komunistycznej Czechosłowacji nie były dostępne w wolnej sprzedaży dla użytkowników prywatnych. Wersja przedłużona Special do czasu upadku systemu komunistycznego w Czechosłowacji (przełom 1989/1990) była używana tylko przez wyższe władze państwowe i partyjne.
Znaczna liczba Tatr 613, wyłącznie w czarnym kolorze, była od 1980 roku eksportowana do ZSRR, gdzie były używane przez władze (ich status był wyższy, niż Wołgi, a niższy od Czajki), organy KGB oraz milicję, głównie jako reprezentacyjne radiowozy eskortowe w dużych miastach.
W 1976 roku wyprodukowano ponad 1000, a w 1977 roku ponad 1100 Tatr, lecz w kolejnych latach produkcja zaczęła maleć do kilkuset sztuk, a w 1983 roku powstało ich tylko 112. Po upadku komunizmu w Czechosłowacji, w 1990 i 1991 roku nastąpił chwilowy wzrost produkcji, do ponad 600 i ponad 700 sztuk, lecz następnie popyt na te samochody spadł.
W latach 80. rozpoczęto także eksport samochodów na zachód, na rynek prywatny, jednak z powodu specyficznej i nienajnowszej już konstrukcji oraz dość wysokiej ceny, spotykały się tam z umiarkowanym popytem.
W 1995 roku trwały prace nad modernizacją Tatry 613 w efekcie których powstał prototyp Tatra Prezident.
Ogółem powstało nieco ponad 11 tysięcy samochodów Tatra 613.

## Prototypy

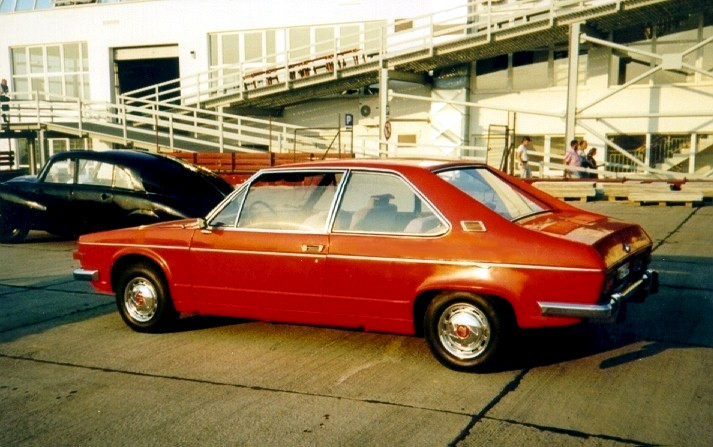
Prototyp Tatra 613 coupé

Trzeci prototyp samochodu powstały w zakładach Vignale prezentował wersję dwudrzwiowego coupé. Jego długość wynosiła 5005 mm, szerokość 1805 mm, a wysokość 1427 mm. Jeszcze w 1970 roku zdecydowano nie wprowadzać go do produkcji. W czerwcu 1970 roku prototyp coupé został uszkodzony po uderzeniu w drzewo i nie był naprawiony. Został on odnaleziony w latach 80. i znalazł się na Słowacji, po czym podjęto w XXI wieku próbę jego renowacji.

## Dane techniczne

### Silnik
- V8 3,5 l (3495 cm³), 2 zawory na cylinder, DOHC[24]
- Układ zasilania: dwa gaźniki dwugardzielowe Jikov[7]
- Średnica cylindra × skok tłoka: 85,00 mm × 77,00 mm
- Stopień sprężania: 9,2:1
- Moc maksymalna: 165 KM (121 kW) przy 5200 obr./min
- Maksymalny moment obrotowy: 265 N•m przy 2500 obr./min

### Osiągi
- Przyspieszenie 0-100 km/h: 12,7 s
- Prędkość maksymalna: 190 km/h
- Średnie zużycie paliwa: 18 l/100 km

### Inne
- Promień skrętu: 6,25 m
- Rozstaw kół tył / przód: 1520 / 1520 mm
- Opony: 215/70 R14

### Wersje wyposażeniowe
- Electronic
- Special
- Mobicom